# Mormonia affinia
Mormonia affinia är en fjärilsart som beskrevs av Westwood ed. Drury 1840. Mormonia affinia ingår i släktet Mormonia och familjen nattflyn. Inga underarter finns listade i Catalogue of Life.